# Coventry (condado de Orleans)
Coventry es un lugar designado por el censo ubicado en el condado de Orleans en el estado estadounidense de Vermont. En el Censo de 2020 tenía una población de 111 habitantes y una densidad poblacional de 156,34 habitantes por km². Fue incluido como CDP en el censo de 2010.

## Geografía
Coventry se encuentra ubicado en las coordenadas 44°51′57″N 72°15′53″O / 44.86583, -72.26472. Según la Oficina del Censo de los Estados Unidos,  tiene una superficie total de 0,71 km², de la cual 0,68 km² corresponden a tierra firme y 0,03 km² a agua.